# Castello di Ilsenburg
Il castello di Ilsenburg venne costruito nella metà del XIX secolo per volere dei conti Stolberg-Wernigerode nella città di Ilsenburg in Sachsen-Anhalt.
Il complesso è costruito in stile neoromanico.

## Storia
Con la secolarizzazione del vicino monastero di Ilsenburg, dopo la riforma luterana, la proprietà venne nelle mani dei conti di Stolberg-Wernigerode.
A partire dal 1700 i locali del convento vennero ristrutturati ad adibiti anche in parte ad uso della famiglia aristocratica.
Solo a partire dalla metà del XIX iniziarono i lavori della nuova residenza dei conti di Stolberg-Wernigerode.  Fra il 1861 e il 1863 venne realizzato il castello in stile neoromanico.

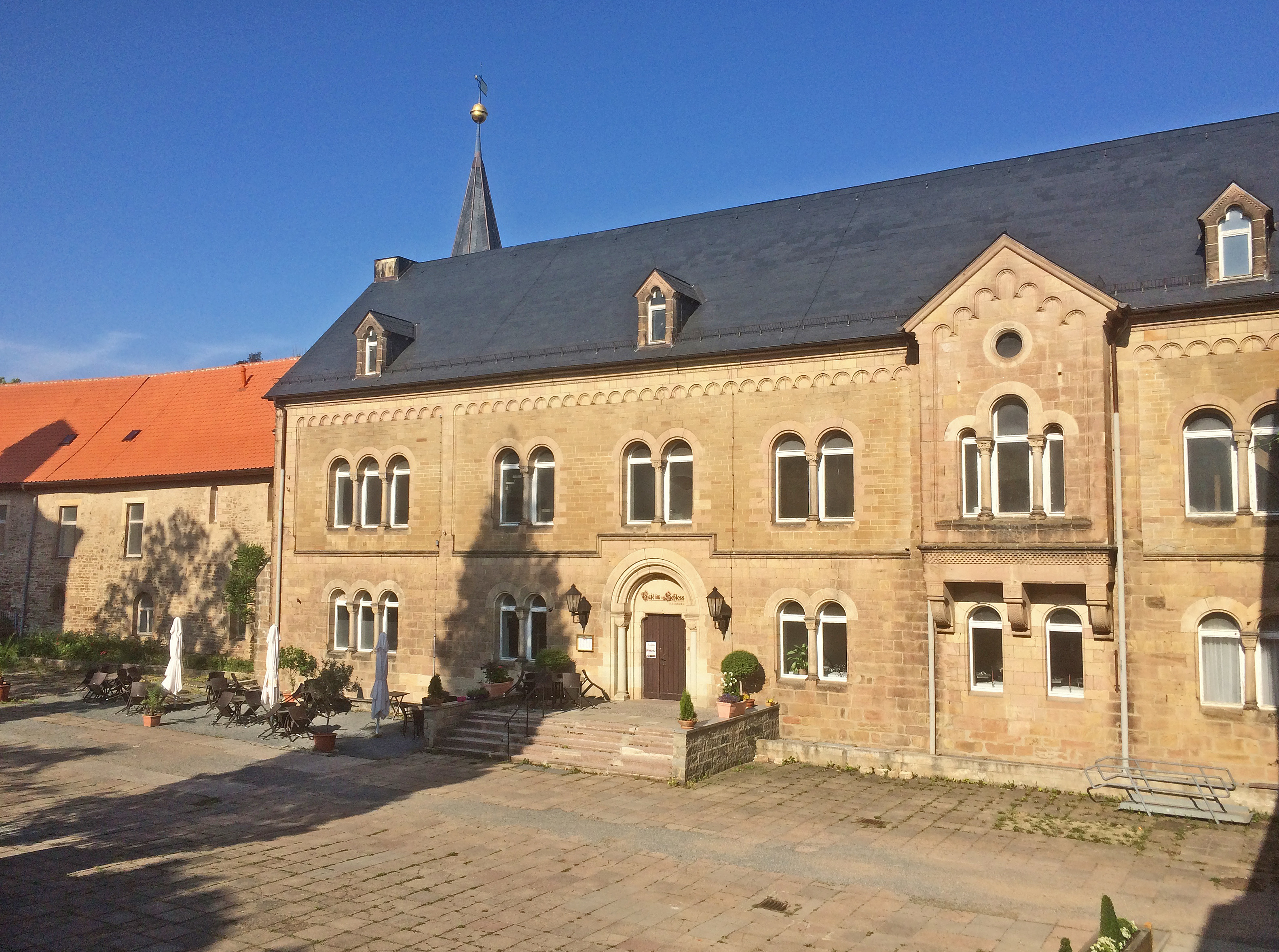
Corte interna

A partire dal 1929 iniziò un processo di coinvolgimento di associazioni pubbliche e religiose nella gestione del complesso.
La famiglia dei Stolberg-Wernigerode abitò nel castello fino al 1945.
Dal 2005 esiste nel castello un albergo gestito dalla fondazione del vicino monastero.